# ドイツ連邦道路3号線
ドイツ連邦道路3号線（ドイツれんぽうどうろさんごうせん、ドイツ語: Bundesstraße 3、別名：B 3）は、ドイツ連邦共和国で最も長い連邦高速道路のひとつである。ニーダーザクセン州ブクステフーデに始まり、ドイツ南西部のベルゲン、ツェレ、ハノーファー、アルフェルト、アインベック、ゲッティンゲン、ヘッセン州のカッセル、マールブルク、フランクフルト・アム・マイン、ダルムシュタット、バーデン＝ヴュルテンベルク州のハイデルベルク、カールスルーエ、フライブルクを通り、スイスとの国境のヴァイル・オッターバッハで終わる。
ダルムシュタットからハイデルベルクを経てヴィースロッホまでは、ドイツ観光街道・ベルクシュトラーセ（山地街道）と呼ばれる。

## 歴史

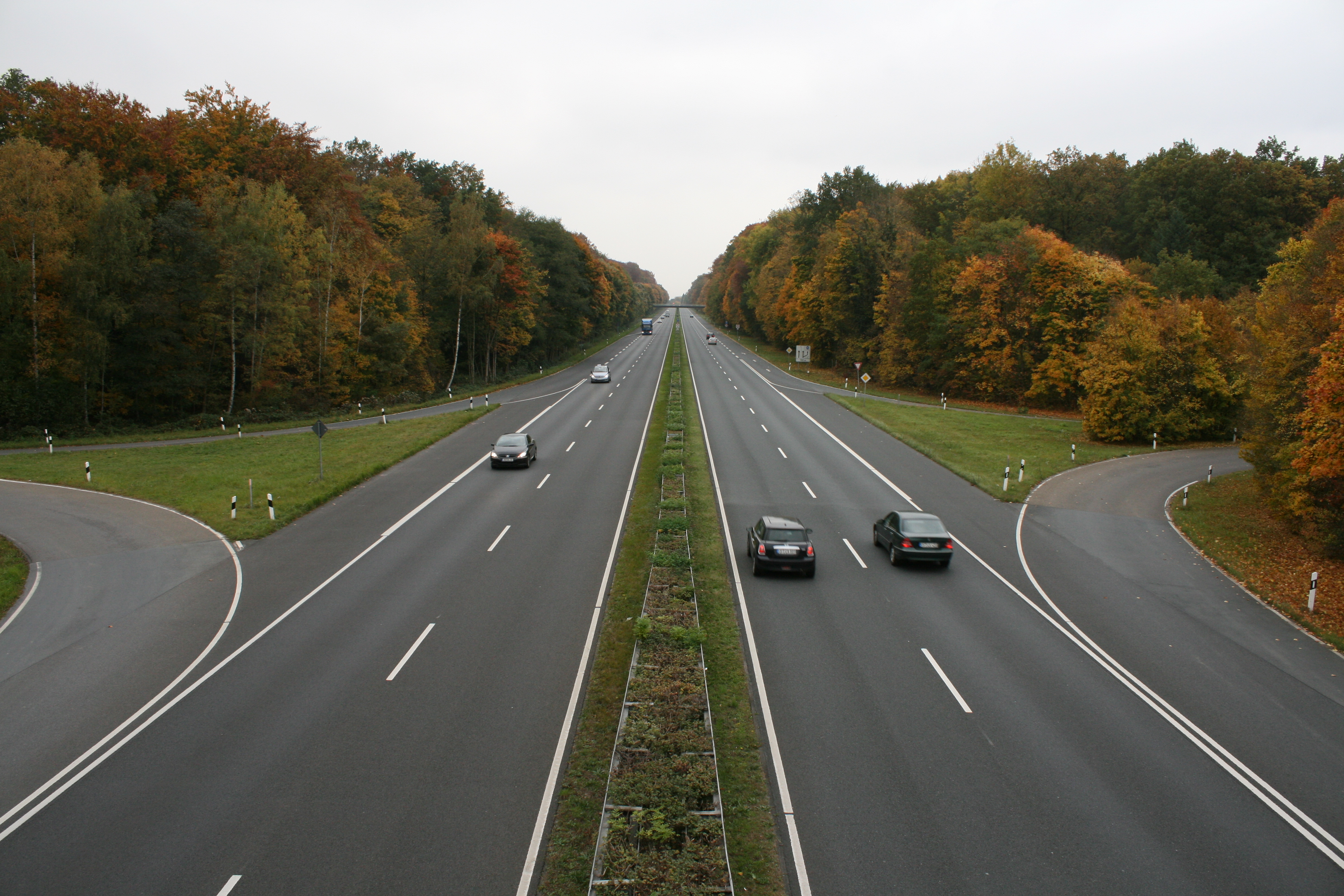
ドイツ連邦道路3（フランクフルト・アム・マイン付近で）

### 起源
ドイツ連邦道路3号線は、中世から使われてきた交易路の最新版である。フランクフルトとハイデルベルクの間は、1461年までマインツ大司教のものであった。その後、1651年までプファルツ選帝侯領の一部だった。1661年、マインツ大司教とヘッセン＝ダルムシュタット方伯領は通行料収入を分割することで合意し、フランクフルト見本市が開催される時は大司教がフランクフルトとヘッペンハイム間の道路を管理し、それ以外の時はヘッセン＝ダルムシュタット方伯領が管理することとした。